# Ministro Zenteno (1896)
Ministro Zenteno byl chráněný křižník postavený v britských loděnicích pro chilské námořnictvo. Patřil mezi úspěšnou rodinu křižníků označovanou jako typ Elswick. Původně byl objednán pro Brazílii. Křižník byl ve službě v letech 1898–1930.

## Stavba

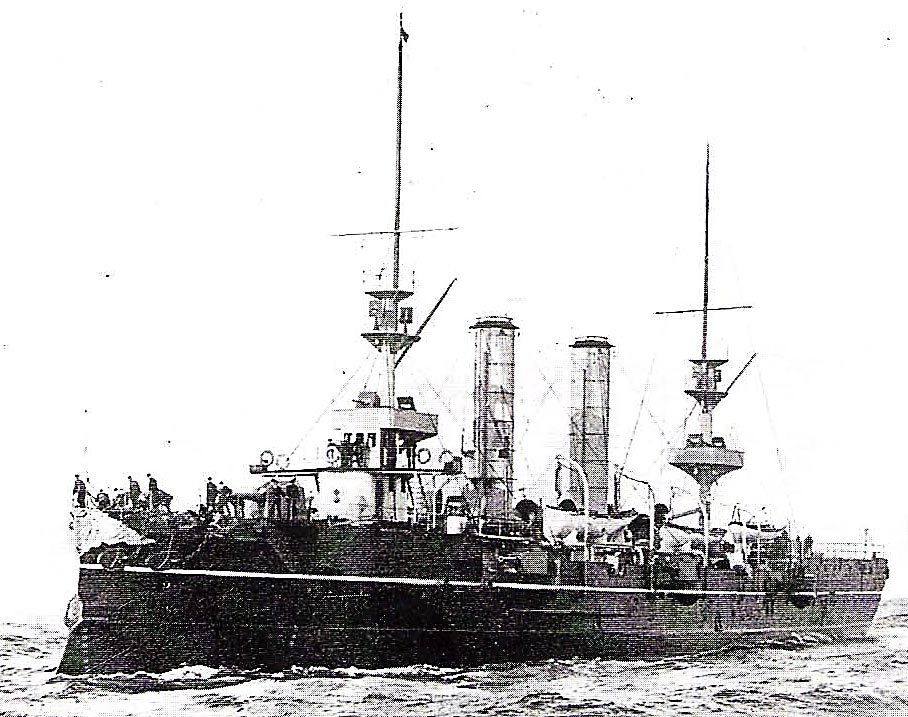
Ministro Zenteno

Britský konstruktér Philip Watts navrhl pro brazilské námořnictvo chráněný křižník, který byl objednán ve čtyřkusové sérii, nakonec si však Brazílie ponechala pouze prototyp Almirante Barroso a zbývající tři jednotky prodala jiným státům. Dva křižníky získaly USA jako třídu New Orleans a poslední čtvrtý křižník zakoupilo Chile jako Ministro Zenteno. Stavbu zajistila loděnice Armstrong Whitworth v Newcastle. Křižník byl na vodu spuštěn 1. února 1896 a roku 1898 byl přijat do služby.

## Konstrukce

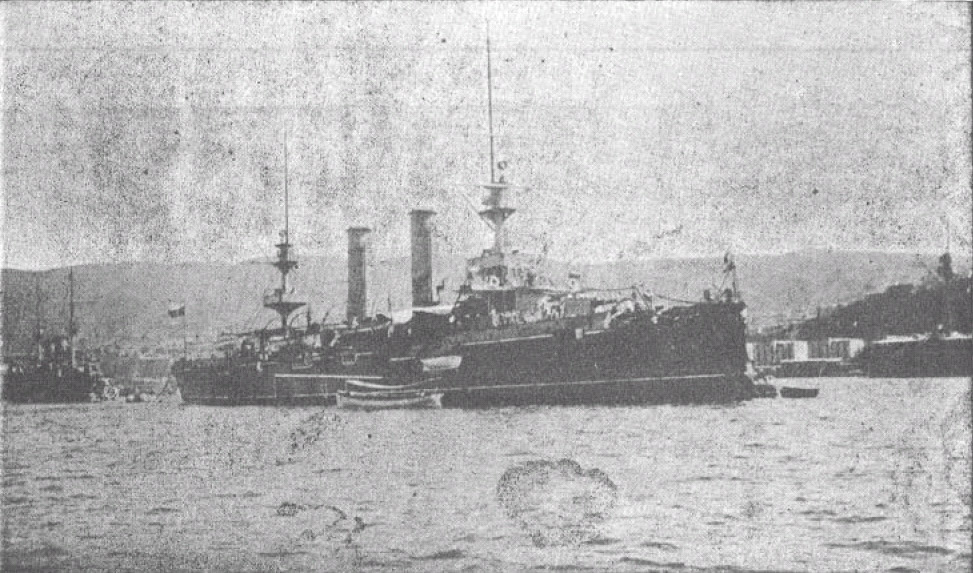
Ministro Zenteno

Trup křižníku byl opatřen klounem. Výzbroj tvořilo osm 152mm kanónů, deset 57mm kanónů, čtyři 37mm kanóny a tři 457mm torpédomety (jeden příďový a dva na bocích trupu). Pohonný systém tvořilo osm cylindrických kotlů a dva parní stroje s trojnásobnou expanzí o výkonu 7500 ihp, pohánějící dva lodní šrouby. Nejvyšší rychlost dosahovala 20,25 uzlu.